# Dmitri Wladimirowitsch Trusch
Dmitri Wladimirowitsch Trusch (russisch Дмитрий Владимирович Труш; * 8. Februar 1973 in Sewerskaja, Sowjetunion) ist ein ehemaliger russischer Kunstturner.

## Karriere
Trusch gewann 1993 bei der Universiade die Bronzemedaille an den Ringen. Im Jahr darauf erreichte er mit der russischen Mannschaft sowohl bei den Europameisterschaften als auch bei den Weltmeisterschaften den zweiten Platz. Ebenfalls 1994 wurde er russischer Meister am Barren. Zwischen 1993 und 1996 gelangen ihm zudem ein zweiter und drei dritte Plätze bei nationalen Meisterschaften.
1995 wurde ihm der Titel Verdienter Meister des Sports Russlands verliehen. Bei den Olympischen Spielen 1996 in Atlanta holte er mit dem russischen Team Gold im Mannschaftsmehrkampf. Im Einzelmehrkampf belegte er in der Qualifikation Platz 91.
Nach dem Ende seiner aktiven Karriere wanderte Trusch in die Vereinigten Staaten aus und war dort als Trainer tätig.